# Agente Carter (film)
Agente Carter (Agent Carter) è un cortometraggio direct-to-video del 2013 con Peggy Carter, personaggio della Marvel Comics, prodotto da Marvel Studios e distribuito da Walt Disney Studios Home Entertainment. È uno spin-off del lungometraggio del 2011 Captain America - Il primo Vendicatore, ed è il quarto film cortometraggio della serie di Marvel One-Shots. Il film è diretto da Louis D'Esposito, con una sceneggiatura di Eric Pearson, ed è ambientato nel Marvel Cinematic Universe (MCU), condividendo la continuità con i film della serie. Ha come protagonisti Hayley Atwell nei panni di Carter, insieme a Bradley Whitford e Dominic Cooper. In Agente Carter, Peggy Carter inizia una missione da solista per acquisire il misterioso Zodiac mentre affronta il sessismo dopo la seconda guerra mondiale all'SSR, un precursore dello S.H.I.E.L.D..
Un film Marvel One-Shot con Peggy Carter è stato in lavorazione per qualche tempo prima che Atwell firmasse per recitare in esso, riprendendo il suo ruolo dai film di Captain America. D'Esposito, co-presidente dei Marvel Studios e produttore esecutivo dei film, mirava a replicare l'ambientazione di Captain America - Il primo Vendicatore, dando al cortometraggio un'atmosfera più moderna e da supereroe. Il film è stato una produzione più ambiziosa rispetto ai precedenti One-Shots, con più scene d'azione ed effetti visivi richiesti rispetto ai precedenti. Appaiono anche molti altri personaggi dei film del Marvel Cinematic Universe, tra cui Cooper che riprende il ruolo di Howard Stark.
Il cortometraggio è stato pubblicato sulla versione Home media di Iron Man 3 ed è stato accolto positivamente dalla critica e dal pubblico da una precedente proiezione al Comic-Con di San Diego. Ha vinto un Golden Reel Award. Questa risposta ha portato la ABC a ordinare un ampliamento attraverso una serie televisiva del cortometraggio; Agent Carter andata in onda da gennaio 2015 a marzo 2016, per due stagioni.

## Trama
Un anno dopo gli eventi di Captain America - Il primo Vendicatore, l'agente Peggy Carter è ora membro dell'SSR (Strategic Scientific Reserve), è l'unica donna e viene costantemente sottovalutata dal misogino capoufficio, l'agente John Flynn, che le fa compilare solo dati e non volendo assegnarli nessuna missione viola anche il regolamento. La preoccupazione principale dell'SSR è il misterioso Zodiac, che non sono stati in grado di recuperare da qualche tempo.
Una notte, lasciata a riordinare l'ufficio, intercetta una chiamata per un'operazione contro il misterioso gruppo criminale denominato "Zodiac". Sebbene per lo svolgimento dell'azione fossero consigliati dai 3 ai 5 agenti, Peggy si reca sul luogo indicato e, da sola, sbaraglia sette uomini e recupera un imprecisato siero completando la missione. Il giorno seguente, anziché dei complimenti, l'agente Flynn le fa una ramanzina per la sua insubordinazione, insinuando che il solo motivo per cui le sia stato dato il lavoro attuale sia la pietà nutrita nei confronti dell'ex-fiamma di Captain America. La discussione è interrotta dallo squillo del telefono: dall'altro capo della cornetta c'è Howard Stark, il quale, ordina a Flynn di comunicare all'agente Carter che è stata trasferita al neo S.H.I.E.L.D. (Strategic Homeland Intervention, Enforcement and Logistics Division) come vice-comandante.
A metà dei titoli di coda lo sbalordito Dum Dum Dugan, in piscina con Howard Stark, osserva due ragazze con addosso il neo-inventato bikini.

## Personaggi e interpreti

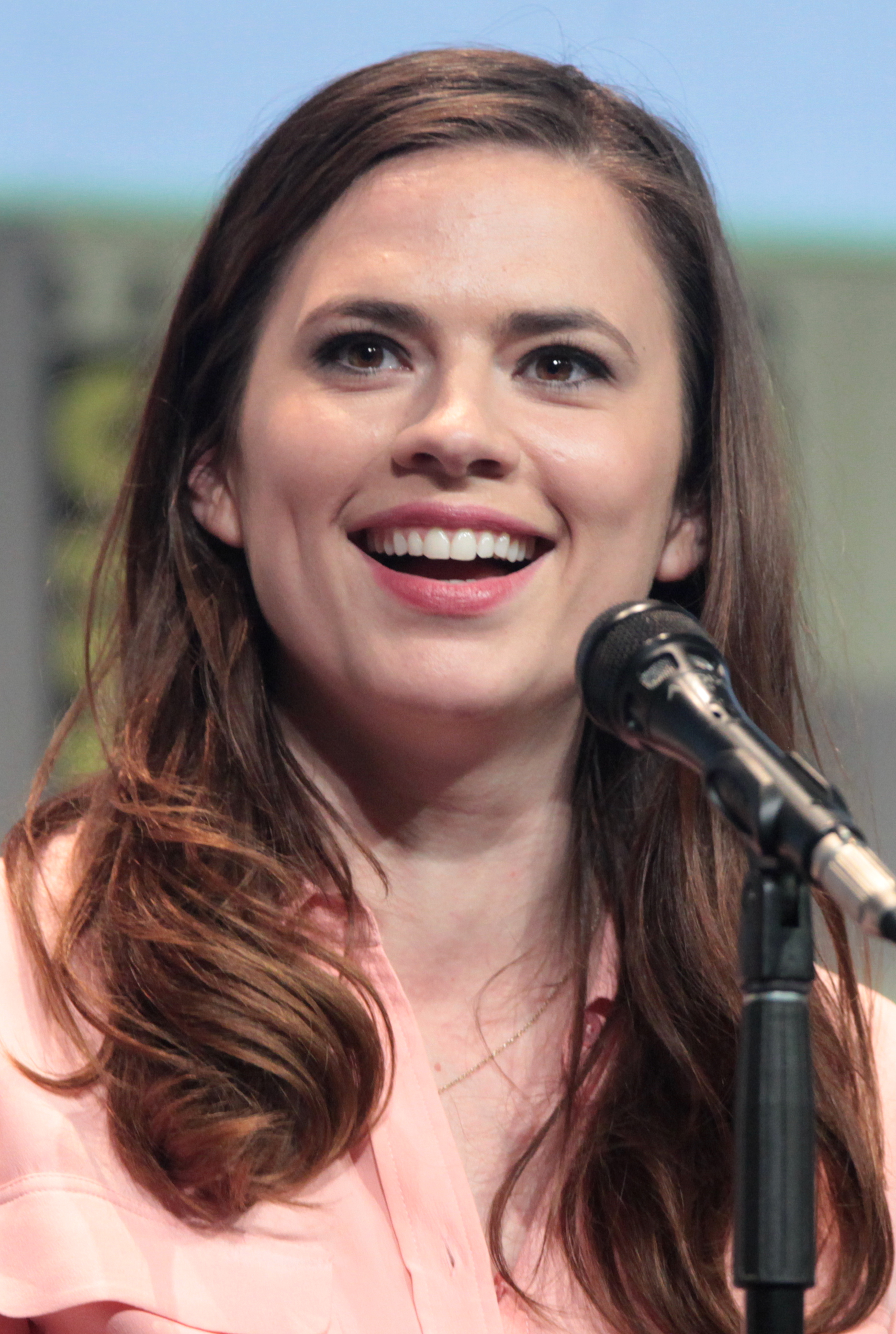
La produzione del cortometraggio iniziò quando Hayley Atwell accettò di riprendere il ruolo da Captain America - Il primo Vendicatore.

- Peggy Carter interpretata da Hayley Atwell e doppiata da Ilaria Latini.
Un'agente dell'SSR (Strategic Scientific Reserve) costretta a lavorare in analisi dati analistici e nella violazione del codice dalla fine della seconda guerra mondiale,[2] Carter riprende il suo ruolo da Captain America - Il primo Vendicatore. Sul personaggio interpretato nel suo cortometraggio, il regista Louis D'Esposito ha affermato che la Marvel ha sempre voluto fare un cortometraggio su Peggy Carter poiché il personaggio "era uno tra i preferiti dai fan e uno dei preferiti dei Marvel Studios". D'Esposito ha apprezzato il momento in cui Carter usa la sua compatta per la cipria per vedere il cattivo, che è stato a discrezione durante le riprese, perché "questa è l'essenza di ciò che è, e di cosa parla il film. Non solo lei - specialmente in quel momento - una donna nel mondo di un uomo, mantiene ancora la sua femminilità".[3]
- John Flynn interpretato da Bradley Whitford
Il capo misogino dell'SSR di Peggy Carter.[2][4]
- Howard Stark interpretato da Dominic Cooper e doppiato da Francesco Pezzulli.
Co-responsabile e fondatore dello S.H.I.E.L.D.,[2] Cooper riprende il ruolo da Captain America - Il primo Vendicatore. In questo corto, come un easter egg, Stark è visto indossare la stessa veste che suo figlio Tony indossa in Iron Man 2.[1]

Neal McDonough riprende il ruolo di Timothy "Dum Dum" Dugan dai precedenti film del Marvel Cinematic Universe e Chris Evans (doppiato da Francesco Pezzulli) appare come Steve Rogers/Captain America attraverso filmati d'archivio de Il primo Vendicatore. Shane Black, regista e co-sceneggiatore di Iron Man 3, dà la voce ad una "Voce disincarnata", il chiamante dall'altra parte della linea del caso.

## Produzione

### Concezione
Nell'agosto 2011, i Marvel Studios hanno annunciato che un paio di cortometraggi sarebbero stati distribuiti direct-to-video progettati per essere storie autonome e conosciuti come Marvel One-Shots. Il co-produttore Brad Winderbaum ha dichiarato: "È un modo divertente di sperimentare nuovi personaggi e idee, ma soprattutto è un modo per espandere il Marvel Cinematic Universe e raccontare storie che vivono al di fuori della trama delle nostre caratteristiche" Una delle idee sviluppate come un potenziale One-Shot era uno spin-off di Captain America: Il primo Vendicatore, seguendo la storia di Peggy Carter dopo gli eventi di quel film. L'idea è stata esaminata di nuovo quando la Marvel stava decidendo un cortometraggio da produrre per l'uscita dell'home media di Iron Man 3 nel 2013, ed è stata scelta per lo spot, in base alla disponibilità dell'attrice Hayley Atwell.
Il co-presidente dei Marvel Studios Louis D'Esposito, che ha diretto il precedente One-Shot, Item 47, è tornato come regista, anche lo scrittore Eric Pearson è tornato dal precedente One-Shots. D'Esposito ha osservato che il cortometraggio aveva il doppio del budget di Item 47, ma la stessa durata, quindi "il campo di applicazione è molto più grande. È ambientato in un periodo, ci sono più attori coinvolti, la scala è più grande, ci sono tre scene di combattimento - non l'abbiamo mai avuto in nessuno degli One-Shots precedenti". Atwell ha accettato il progetto dopo aver visto Item 47, e grazie al suo amore per il personaggio e il potenziale "di mostrare alcuni dei suoi set di abilità" che non sono stati visti nel film. Atwell ha lavorato per tre giorni con la squadra acrobatica per provare le sequenze di combattimento pre-coreografate per il cortometraggio. D'Esposito ha elaborato la decisione di concentrarsi su Carter, dicendo: "Sta raccontando la storia migliore e trovando quella storia che vogliamo raccontare, sia che si tratti di connettività con l'Universo Marvel, sia che evidenzi un personaggio. Nel caso di Hayley, è un po' di entrambi. Volevamo raccontare la storia di Peggy Carter: è stata lasciata negli anni '40. Annunciare al mondo che stava gestendo lo SHIELD con Howard Stark è una grande connettività."

### Riprese
Agente Carter è stato girato in cinque giorni, con Gabriel Beristain nel ruolo di direttore della fotografia. Il budget non consentiva l'assunzione di un artista di storyboard, quindi D'Esposito, Winderbaum e Beristain hanno lavorato insieme per pianificare un elenco di riprese per la produzione utilizzando attori di ruolo. Le acrobazie sono state anche pre-filmate per mostrare gli attori. D'Esposito ha spiegato che la pianificazione degli scatti ha aiutato a pianificare gli effetti visivi del film. La scena dei titoli di coda con Neal McDonough nei panni di Dum Dum Dugan era progettata per mostrare il personaggio in piscina, ma è stata cambiata sul set e si è svolta accanto alla piscina quando si scoprì che la tuta muscolare che McDonough indossava per interpretare il personaggio non poteva bagnarsi.
D'Esposito ha scelto di differenziare il corto da Il primo Vendicatore evitando la tonalità seppia usata per quel film dal regista Joe Johnston, usando invece un colore blu più freddo. La produzione ha utilizzato due vecchi obiettivi (sia per la notte che per il giorno) che hanno dato al corto alcuni "migliori" bagliori di lenti che secondo D'Esposito conferisce al periodo un tocco più moderno. D'Esposito ha usato una Steadicam o un carrello fotografico per le sequenze d'azione, per evitare una sensazione "taglio veloce o sfocato o traballante". D'Esposito ha detto che alla fine l'equipaggio stava "spingendo il nostro limite" per ottenere i tiri previsti nei tempi previsti, e alla fine si è reso conto che "non avrebbe avuto tutti i tiri e non avrei avuto tutti i pugni e i calci, quindi quello che facciamo è ottenere l'ottimale".

### Post produzione
|  | Sequenza d'apertura del cortometraggio (Clicca qui per guardare) Video YouTube dal canale PERCEPTION |

Le riprese degli effetti visivi della New York degli anni '40 di Captain America - Il primo Vendicatore sono state riutilizzate nel corto per motivi di budget. D'Esposito ha notato la sequenza in cui Carter arriva "volando con la pistola contro la porta" e l'ultimo combattimento, quando Carter è "attaccata dal ragazzo grosso", sono state entrambe create con elementi di effetti visivi dopo aver finito il tempo per completare le riprese su di loro sul set. All'inizio del 2013, la Marvel si è avvicinata alla società degli effetti visivi Perception per creare la sequenza d'apertura del cortometraggio. A Sheena Duggal, la supervisore degli effetti visivi, è stato detto di raccontare la storia del cortometraggio in 90 secondi, quindi ha deciso di utilizzare versioni stilizzate delle immagini del periodo e del corto stesso. Una miscela di animazione 2D e 3D è stata utilizzata per ottenere un aspetto finale in 2D.

## Colonna sonora
Il compositore Christopher Lennertz, che aveva precedentemente collaborato con D'Esposito per One-Shot Item 47, compose la musica per l'Agente Carter. Come il resto del cortometraggio, D'Esposito voleva che la musica riflettesse l'ambientazione del periodo, ma che avesse anche un aspetto moderno, quindi ha scelto Secret Agent Man di Lennertz Johnny Rivers come traccia di riferimento, uscita negli anni '60, poiché aveva la sensazione e il sentimento che D'Esposito stava cercando.

## Distribuzione
Agente Carter è stato presentato per la prima volta per intero al Comic-Con International di San Diego del 2013. È stato quindi reso disponibile in Home video in Iron Man 3, prima il 3 settembre 2013 in forma di download digitale, e poi su disco Blu-ray e Blu-ray 3D il 24 settembre 2013.
In Italia è stato pubblicato in lingua originale con sottotitoli in italiano. D'Esposito ha affermato che è stato deciso di far uscire il cortometraggio insieme a Iron Man 3 perché "era il momento giusto", con i media domestici di Iron Man 3 pubblicati prima dell'uscita nelle sale di Captain America: The Winter Soldier. È anche incluso nel bonus-disc del cofanetto Marvel Cinematic Universe: Phase Two Collection che include tutti i film della Fase due del Marvel Cinematic Universe (MCU) e gli altri Marvel One-Shots. La raccolta presenta commenti audio di D'Esposito e di Atwell ed è stata immessa sul mercato l'8 dicembre 2015. Dopo essere stato disponibile su Disney+ nella scheda "Extra" di Iron Man 3, il cortometraggio è stato inserito come contenuto a sé stante nel catalogo americano nelle ultime due settimane di settembre 2021, per poi essere rimosso senza avere spiegazioni riguardo a ciò. È tornato su Disney+ il 21 gennaio 2022, proponendo anche un adattamento in lingua italiana, insieme agli altri One-Shots e ai Team Thor.

## Accoglienza

### Critica
Rosie Fletcher di Total Film ha notato che il cortometraggio è stato ben accolto dal pubblico al Comic Con e ha elogiato la performance di Atwell. Ha detto che il cortometraggio "sembra fantastico e racchiude alcuni momenti di azione euforica". Andy Hunsaker di Crave Online ha dato al cortometraggio un punteggio di 8,5 su 10, definendolo un trattamento divertente che "dà il suo titolo al personaggio che lo merita", e sperando che porterebbe a ulteriori proprietà incentrate sulle donne dalla Marvel. Scott Collura di IGN ha chiamato Atwell "il supereroe femminile sul grande schermo che tutti stavamo aspettando. Calcia così tanto in questo racconto con tale disinvoltura, usando non solo muscoli ma anche cervello, ed è tutto molto intelligente e divertente". " Sentiva che il cortometraggio sembrava più una prova di concetto che i progetti di supereroi basati su donne potevano funzionare, ma che "Atwell non perde mai il contatto con il suo lato femminile".
La recensione del cortometraggio Movie Ramblings ha messo in evidenza la sua "sceneggiatura breve, acuta e spiritosa mescolata a un'azione altrettanto acuta" e la direzione di D'Esposito, nominandola la migliore Marvel One-Shot a quel punto. Flickering Myth ha definito il cortometraggio "un grande sforzo. Una storia piacevole e compatta che ci regala molti bei momenti con il personaggio". Il reviewer ha ritenuto che Flynn abbia fatto una "grande pellicola" a Carter, e ha anche notato i "fantastici cameo e una scena post credito che dovrebbero mettere un sorriso sul volto di tutti... L'Agente Carter è un'altra grande offerta della Marvel che dimostra quanto siano impegnati all'idea di un universo espanso in cui questi grandi personaggi hanno il tempo di brillare."
Il cortometraggio ha vinto il Golden Reel Award per il miglior montaggio audio e musicale: Direct to Video - Live Action.

## Serie televisiva
Agente Carter della Marvel, una serie televisiva ispirata al cortometraggio interpretato anche da Hayley Atwell nel ruolo di Peggy Carter, stata ordinata dalla ABC l'8 maggio 2014 e ha iniziato la sua prima stagione di otto episodi il 6 gennaio 2015. Dominic Cooper e Neal McDonough hanno anche ripreso il ruolo di Stark e Dugan nella serie, mentre D'Esposito ha diretto il primo episodio, e Christopher Lennertz è tornato per comporre la musica. La serie è stata creata da Christopher Markus e Stephen McFeely, scrittori dei film di Captain America, con Tara Butters, Michele Fazekas e Chris Dingess che fanno da showrunner. La serie si svolge nel mezzo del cortometraggio, prima che Carter apprenda che sarà co-responsabile di SHIELD, dove assiste segretamente Stark in una missione, all'insaputa dell'SSR. La serie è stata rinnovata per una seconda stagione il 7 maggio 2015, composta da 10 episodi. La ABC ha cancellato la serie il 12 maggio 2016.